# Kanadski hokejski pokal 1976
Kanadski hokejski pokal 1976 je bil prvi tovrstni mednarodni reprezentančni hokejski turnir, ki je potekal med 2. in 15. septembrom 1976. Po rednem delu, v katerem je vsaka od reprezentanc odigrala po pet tekem, sta se v finale uvrstili kanadska in češkoslovaška reprezentanca, z 2:0 je zmagala kanadska. 

## Postave
Kanada
- Drsalci: Bill Barber, Bobby Clarke, Marcel Dionne, Phil Esposito, Bob Gainey, Danny Gare, Bobby Hull, Guy Lafleur, Guy Lapointe, Reggie Leach, Richard Martin, Peter Mahovlich, Lanny McDonald, Bobby Orr, Gilbert Perreault, Denis Potvin, Larry Robinson, Serge Savard, Steve Shutt, Darryl Sittler, Carol Vadnais, Jimmy Watson
- Vratarji: Gerry Cheevers, Glenn Resch, Rogatien Vachon
- Trenerji: Scotty Bowman, Don Cherry, Bobby Kromm, Al MacNeil

 Češkoslovaška
- Drsalci:  Josef Augusta, Jiří Bubla, František Černik, Milan Chalupa, Miroslav Dvorak, Bohuslav Ebermann, Ivan Hlinka, Jiří Holik, Karel Holý, František Kaberle, Milan Kajkl, Oldrich Machac, Vladimír Martinec, Jiří Novák, Milan Nový, František Pospíšil, Jaroslav Pouzar, Pavel Richter, Vladimír Šándrik, Bohuslav Šťastný, Marián Šťastný, Peter Šťastný
- Vratarja: Vladimir Dzurilla, Jiří Holeček
- Trenerja: Karel Gut, Ján Starší

 Finska
- Drsalci:  Tapio Flinck, Matti Hagman, Hannu Kapanen, Veli-Pekka Ketola, Pertti Koivulahti, Tapio Koskinen, Tapio Levo, Harri Linnonmaa, Lasse Litma, Kari Makkonen, Timo Nummelin, Lasse Oksanen, Esa Peltonen, Jouni Peltonen, Pekka Rautakallio, Matti Rautiainen, Seppo Repo, Heikki Riihiranta, Jouni Rinne, Timo Saari, Juhani Tamminen, Jorma Vehmanen
- Vratarji: Antti Leppänen, Markus Mattsson, Jorma Valtonen
- Trenerja: Lasse Heikkilä, Carl Brewer

 Švedska
- Drsalci:  Mats Åhlberg, Thommie Bergman, Per-Olov Brasar, Lars-Erik Eriksson, Roland Eriksson, Lars-Erik Esbjörs, Inge Hammarström, Anders Hedberg, Björn Johansson, Dan Labraaten, Willy Lindström, Tord Lundström, Lars-Göran Nilsson, Ulf Nilsson, Stig Östling, Börje Salming, Stig Salming, Lars-Erik Sjöberg, Jan-Olov Svensson, Mats Waltin, Juha Widing, Kjell-Arne Wikström
- Vratarji: Hardy Åström, Göran Högosta, William Löfqvist
- Trener: Hans "Virus" Lindberg

 ZDA
- Drsalci:  Fred Ahern, Curt Bennett, Harvey Bennett, Dan Bolduc, Rick Chartraw, Mike Christie, Lee Fogolin, Robbie Ftorek, Alan Hangsleben, Steve Jensen, Mike Milbury, Lou Nanne, Joe Noris, Bill Nyrop, Gerry O'Flaherty, Doug Palazzari, Craig Patrick, Larry Pleau, Mike Polich, Gary Sargent, Dean Talafous, Warren "Butch" Williams
- Vratarji: Mike Curran, Pete LoPresti, Cap Raeder
- Trenerja: Bob Pulford, Harry Neale

 Sovjetska zveza
- Drsalci:  Boris Aleksandrov, Sergej Babinov, Helmut Balderis, Valerij Belusov, Zinetula Biljaletdinov, Aleksander Golikov, Aleksander Gusev, Sergej Kapustin, Vladimir Kovin, Vladimir Krikunov, Aleksander Kulikov, Viktor Kuznecov, Jurij Lebedjev, Vladimir Lutčenko, Aleksander Malcev, Vladimir Repnjov, Viktor Šalimov, Aleksander Skvorcov, Valerij Vasiljev, Vladimir Vikulov, Viktor Žluktov
- Vratarji: Vladislav Tretjak, Mihail Vasilenok, Viktor Zinger
- Trenerji: Viktor Tihonov, Boris Majorov, Robert Čerenkov

## Tekme

### Redni del
T-tekme, Z-zmage, N-neodločeni izidi, P-porazi, GR-gol razlika, T-točke.
| Reprezentanca   | T | Z | N | P | GR    | T |
| --------------- | - | - | - | - | ----- | - |
| Kanada          | 5 | 4 | 0 | 1 | 22-6  | 8 |
| Češkoslovaška   | 5 | 3 | 1 | 1 | 19–9  | 7 |
| Sovjetska zveza | 5 | 2 | 1 | 2 | 23–14 | 5 |
| Švedska         | 5 | 2 | 1 | 2 | 16–18 | 5 |
| ZDA             | 5 | 1 | 1 | 3 | 14–21 | 3 |
| Finska          | 5 | 1 | 0 | 4 | 16–42 | 2 |

| 3. september 1976 | Kanada | 11–2 | Finska | Ottawa |

| Poročilo tekme      | Poročilo tekme | Poročilo tekme | Poročilo tekme | Poročilo tekme |
| ------------------- | -------------- | -------------- | -------------- | -------------- |
| Začetek: ni podatka |                |                |                |                |

| 3. september 1976 | Švedska | 5–2 | ZDA | Toronto |

| Poročilo tekme      | Poročilo tekme | Poročilo tekme | Poročilo tekme | Poročilo tekme |
| ------------------- | -------------- | -------------- | -------------- | -------------- |
| Začetek: ni podatka |                |                |                |                |

| 3. september 1976 | Češkoslovaška | 5–3 | Sovjetska zveza | Montréal |

| Poročilo tekme      | Poročilo tekme | Poročilo tekme | Poročilo tekme | Poročilo tekme |
| ------------------- | -------------- | -------------- | -------------- | -------------- |
| Začetek: ni podatka |                |                |                |                |

| 5. september 1976 | Švedska | 3–3 | Sovjetska zveza | Montréal |

| Poročilo tekme      | Poročilo tekme | Poročilo tekme | Poročilo tekme | Poročilo tekme |
| ------------------- | -------------- | -------------- | -------------- | -------------- |
| Začetek: ni podatka |                |                |                |                |

| 5. september 1976 | Češkoslovaška | 8–0 | Finska | Toronto |

| Poročilo tekme      | Poročilo tekme | Poročilo tekme | Poročilo tekme | Poročilo tekme |
| ------------------- | -------------- | -------------- | -------------- | -------------- |
| Začetek: ni podatka |                |                |                |                |

| 5. september 1976 | Kanada | 4–2 | ZDA | Montréal |

| Poročilo tekme      | Poročilo tekme | Poročilo tekme | Poročilo tekme | Poročilo tekme |
| ------------------- | -------------- | -------------- | -------------- | -------------- |
| Začetek: ni podatka |                |                |                |                |

| 7. september 1976 | Sovjetska zveza | 11–3 | Finska | Montréal |

| Poročilo tekme      | Poročilo tekme | Poročilo tekme | Poročilo tekme | Poročilo tekme |
| ------------------- | -------------- | -------------- | -------------- | -------------- |
| Začetek: ni podatka |                |                |                |                |

| 7. september 1976 | Češkoslovaška | 4–4 | ZDA | Filadelfija |

| Poročilo tekme      | Poročilo tekme | Poročilo tekme | Poročilo tekme | Poročilo tekme |
| ------------------- | -------------- | -------------- | -------------- | -------------- |
| Začetek: ni podatka |                |                |                |                |

| 7. september 1976 | Kanada | 4–0 | Švedska | Toronto |

| Poročilo tekme      | Poročilo tekme | Poročilo tekme | Poročilo tekme | Poročilo tekme |
| ------------------- | -------------- | -------------- | -------------- | -------------- |
| Začetek: ni podatka |                |                |                |                |

| 9. september 1976 | Finska | 8–6 | Švedska | Winnipeg |

| Poročilo tekme      | Poročilo tekme | Poročilo tekme | Poročilo tekme | Poročilo tekme |
| ------------------- | -------------- | -------------- | -------------- | -------------- |
| Začetek: ni podatka |                |                |                |                |

| 9. september 1976 | Sovjetska zveza | 5–0 | ZDA | Filadelfija |

| Poročilo tekme      | Poročilo tekme | Poročilo tekme | Poročilo tekme | Poročilo tekme |
| ------------------- | -------------- | -------------- | -------------- | -------------- |
| Začetek: ni podatka |                |                |                |                |

| 9. september 1976 | Češkoslovaška | 1–0 | Kanada | Montréal |

| Poročilo tekme      | Poročilo tekme | Poročilo tekme | Poročilo tekme | Poročilo tekme |
| ------------------- | -------------- | -------------- | -------------- | -------------- |
| Začetek: ni podatka |                |                |                |                |

| 11. september 1976 | ZDA | 6–3 | Finska | Montréal |

| Poročilo tekme      | Poročilo tekme | Poročilo tekme | Poročilo tekme | Poročilo tekme |
| ------------------- | -------------- | -------------- | -------------- | -------------- |
| Začetek: ni podatka |                |                |                |                |

| 11. september 1976 | Švedska | 2–1 | Češkoslovaška | Québec City |

| Poročilo tekme      | Poročilo tekme | Poročilo tekme | Poročilo tekme | Poročilo tekme |
| ------------------- | -------------- | -------------- | -------------- | -------------- |
| Začetek: ni podatka |                |                |                |                |

| 11. september 1976 | Kanada | 3–1 | Sovjetska zveza | Toronto |

| Poročilo tekme      | Poročilo tekme | Poročilo tekme | Poročilo tekme | Poročilo tekme |
| ------------------- | -------------- | -------------- | -------------- | -------------- |
| Začetek: ni podatka |                |                |                |                |

### Finale
Igralo se je na dve zmagi, *-po podaljšku.
| 13. september 1976 | Kanada | 6–0 | Češkoslovaška | Toronto |

| Poročilo tekme      | Poročilo tekme                                                               | Poročilo tekme  | Poročilo tekme | Poročilo tekme |
| ------------------- | ---------------------------------------------------------------------------- | --------------- | -------------- | -------------- |
| Začetek: ni podatka | Perreault 01:05 Potvin 07:56 Orr 13:34 Lafleur 17:01 Orr 51.35 Sittler 59:59 | (4:0, 0:0, 2:0) |                |                |

| 15. september 1976 | Kanada | 5–4* | Češkoslovaška | Montréal |

| Poročilo tekme      | Poročilo tekme                                                         | Poročilo tekme       | Poročilo tekme                                      | Poročilo tekme |
| ------------------- | ---------------------------------------------------------------------- | -------------------- | --------------------------------------------------- | -------------- |
| Začetek: ni podatka | Perreault 01:25 Esposito 03:09 Clarke 47:48 Barber 57:48 Sittler 71:33 | (2:0, 0:1, 2:3, 1:0) | 29:44 Nový 42:14 Pouzar 55:01 Augusta 56:00 Šťastný |                |

## Končni vrsti red
1. Kanada
2. Češkoslovaška
3. Sovjetska zveza
4. Švedska
5. ZDA
6. Finska

## Najboljši strelci
T-tekme, G-goli, P-podaje, T-točke.
| Igralec               | T | G | P | T |
| --------------------- | - | - | - | - |
| 1. Viktor Žluktov     | 5 | 5 | 4 | 9 |
| 2. Bobby Orr          | 7 | 2 | 7 | 9 |
| 3. Denis Potvin       | 7 | 1 | 8 | 9 |
| 4. Bobby Hull         | 7 | 5 | 3 | 8 |
| 5. Milan Nový         | 7 | 5 | 3 | 8 |
| 6. Gilbert Perreault  | 7 | 4 | 4 | 8 |
| 7. Vladimir Vikulov   | 4 | 4 | 3 | 7 |
| 8. Börje Salming      | 5 | 4 | 3 | 7 |
| 9. Phil Esposito      | 7 | 4 | 3 | 7 |
| 10. Aleksander Malcev | 5 | 3 | 4 | 7 |
| 11. Vladimír Martinec | 7 | 3 | 4 | 7 |

## Idealna postava
- Vratar:  Rogatien Vachon
- Branilca:
  -  Bobby Orr (tudi MVP)
  -  Börje Salming
- Napadalci:
  -  Aleksander Malcev
  -  Milan Nový
  -  Darryl Sittler